# Deeth
Deeth – miasto w hrabstwie Elko stanu Nevada.
Znajduje się tutaj saloon, hotel, budynek poczty i wieża ciśnień. Ze względu na brak perspektyw, liczba mieszkańców wynosi zaledwie 20 i stale się zmniejsza.